# Каланчёвская улица
Каланчёвская у́лица — улица в центре Москвы, одна из важнейших магистралей Красносельского района, между Лермонтовской площадью и Большой Переяславской улицей.

## История
Названа в XIX веке по ближнему Каланчёвскому полю (ныне Комсомольская площадь), название которого возникло в связи с существованием здесь в XVII веке царского путевого дворца с высокой башней — каланчой. В 1928 году в состав улицы был включён Каланчёвский переулок.

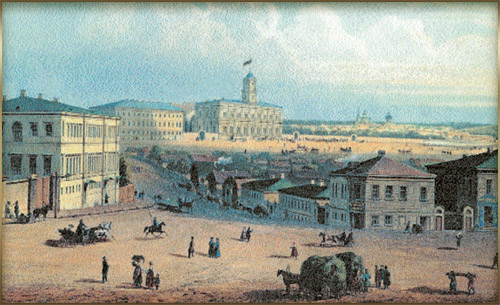
Каланчёвская улица в середине XIX в.
Каланчёвская улица в начале XX в.
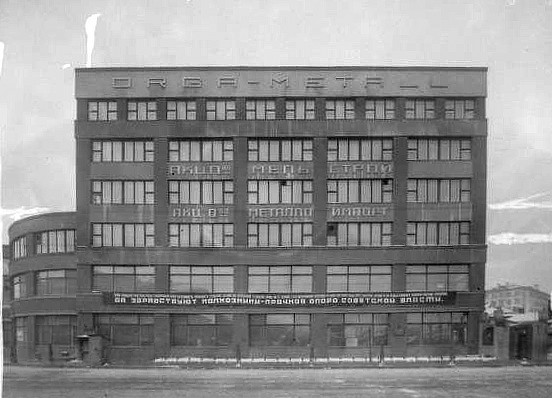
Здание общества «Оргметалл», фото 1930-х годов

В 1898 году на Каланчёвской улице состоялось первое в России перемещение каменного здания. Дом принадлежал Джейн МакГилл (Евгении Ивановне Мак-Гилль), вдове состоятельного шотландца Роберта МакГилла; автор проекта передвижения — инженер И. М. Фёдорович.

## Описание
Каланчёвская улица начинается от Лермонтовской площади на Садовом кольце, образуя стрелку с Новой Басманной улицей, проходит на северо-восток, справа к ней примыкает Красноворотский проезд, Каланчёвский тупик и Южный проезд, а слева — Орликов переулок; далее улица выходит к железнодорожному мосту Алексеевской соединительной линии (перегон «Каланчёвская»—"Москва-Курская"), за которым располагается Комсомольская площадь, и поворачивает на северо-запад, слева к ней примыкает улица Маши Порываевой, Большая Спасская улица, Грохольский и Большой Балканский переулки. Далее выходит на перекрёсток с Протопоповским переулком и Пантелеевской улицей, за которым продолжается как Большая Переяславская улица.

## Здания и сооружения
по нечётной стороне:
- № 1, 3 — Доходные дома, принадлежавшие Григоровой (урожд. Цыплаковой) Марии Ивановне с 1904—1917 гг.
- № 11, строение 2 — Топливно-энергетический комитет Московской области; издательство «Астрафармсервис»;
- № 11 — Басманный районный суд (Басманный район, ЦАО);
- № 13 — визовый центр Финляндии[2]
- № 15 — офисный центр, отделение Сбербанка России;
- № 15А/7 — Здание общества «Оргметалл» (1926, архитекторы О. О. Шнейдратус, Д. И. Френкель, инженер Б. А. Гайду)[3], ныне — ФГУП НТЦ Информтехника, Мосстройреконструкция, Аренда ЦАО, ресторан «Золотой дракон»,  Выявленный объект культурного наследия № 2959616№ 2959616;
- № 17 — Фабрика электрической развески чаёв Торгового дома «С. В. Перлов и И. И. Кузнецов» (1905—1906, архитектор К. К. Гиппиус[4][5])
- № 21/40 — Гостиница «Хилтон Москоу Ленинградская»;
- № 27 — Альфа-Банк;
- № 29 — Московская железная дорога: Центральная дирекция по обслуживанию пассажиров в пригородном сообщении; Росжелдорпроект; Мосжелдорпроект;
- № 29, строение 2 — Экспобанк;
- № 31 —Федеральное государственное бюджетное учреждение «Федеральный медицинский центр» Федерального агентства по управлению государственным имуществом (ФГБУ «Федеральный медицинский центр» Росимущества);
- № 35 — Российские железные дороги (ОАО РЖД): департамент здравоохранения;
- № 33/12 — Московский театр Мюзик-Холл
- № 43А — Мещанский районный суд; Тверской районный суд.

по чётной стороне:
- № 2 — Московский научно-технический центр «Красные ворота»;
- № 2/1 — Российские железные дороги (ОАО РЖД): Главный вычислительный центр;
- № 4/2 стр. 1 — Доходный дом (1875, архитектор А. А. Никифоров), расселён после пожара в 2001-м. Внесён в Красную книгу Архнадзора (электронный каталог объектов недвижимого культурного наследия Москвы, находящихся под угрозой), номинация — реконструкция.[6]
- № 6/2 — Российские железные дороги: Центр фирменного транспортного обслуживания;
- № 16 — бизнес-центр «Каланчёвская Плаза»;
- № 22 — Желдортрест;
- № 24 — жилой дом 1830-х годов (перестроен в кон. XIX в.). Двухэтажное здание с первым этажом из кирпича и вторым из дерева.
- № 26 — (ИМДТ) Институт моды, дизайна и технологий; железнодорожный колледж № 52;

На противоположной стороне от дома № 29 находится здание бывшего Императорского железнодорожного павильона (фактический адрес: Комсомольская пл., дом 1А, строение 2).

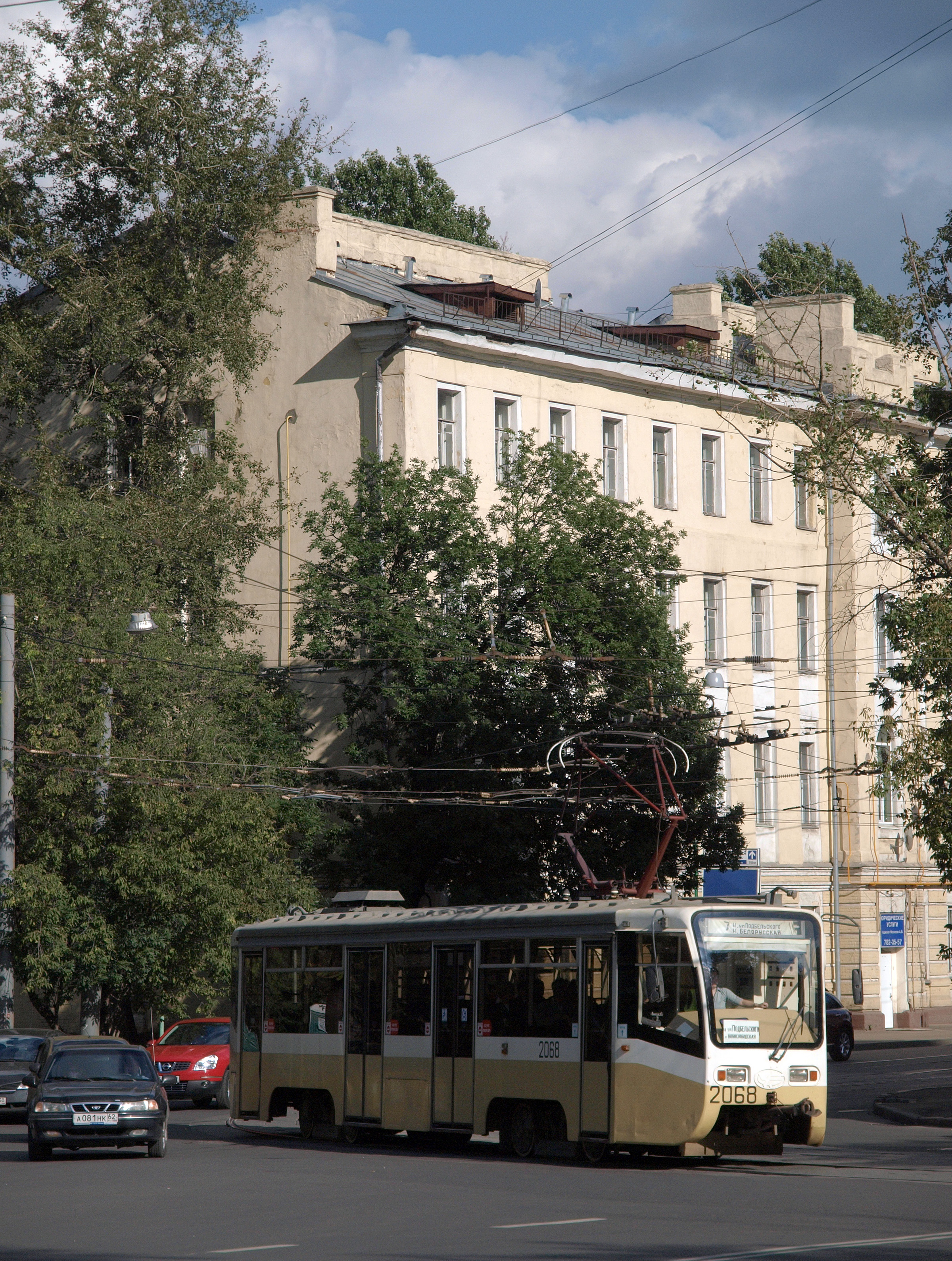
Перекрёсток Каланчёвской с Большой Переяславской и Пантелеевской улицами
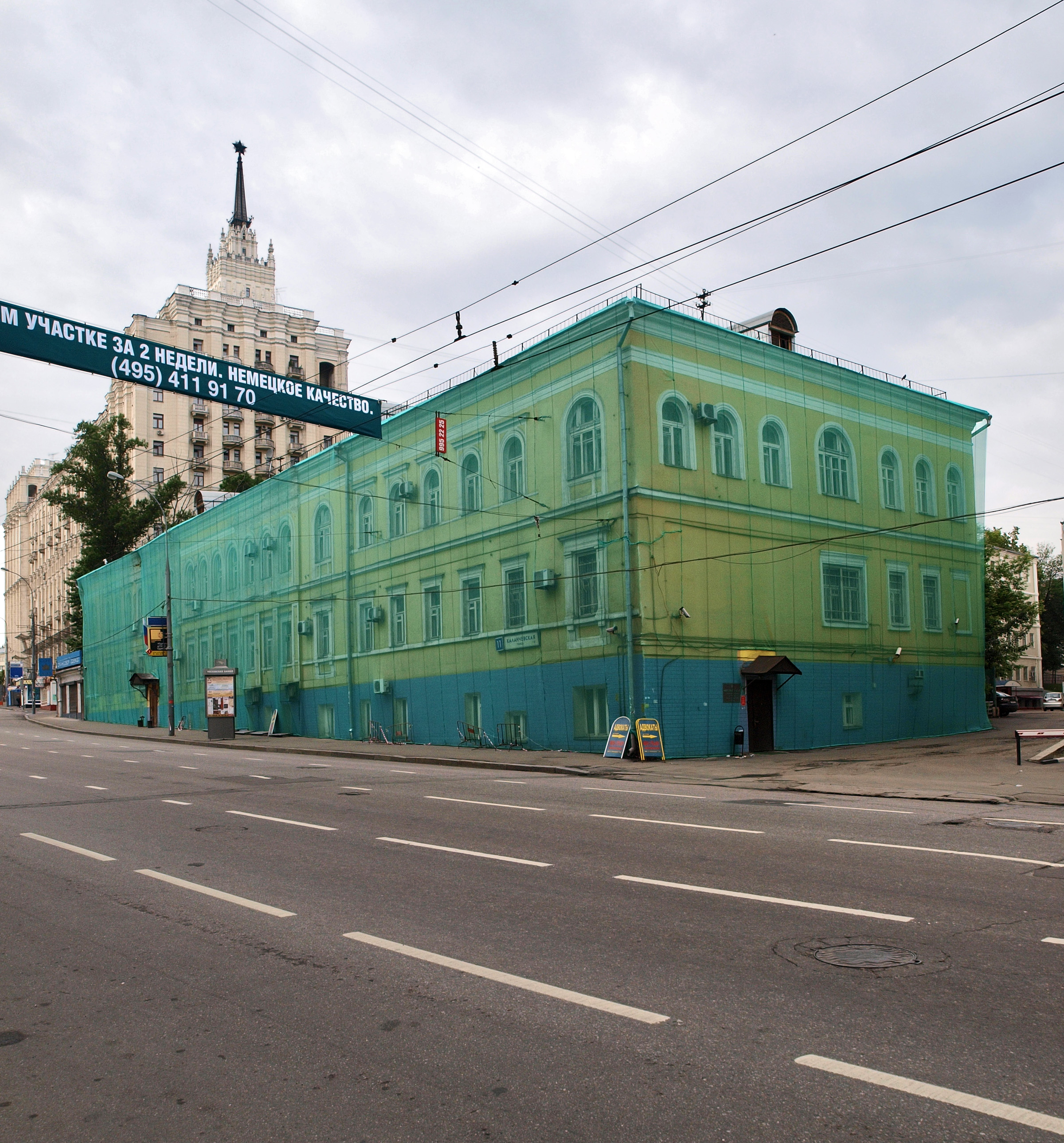
Дом № 11. Басманный районный суд.
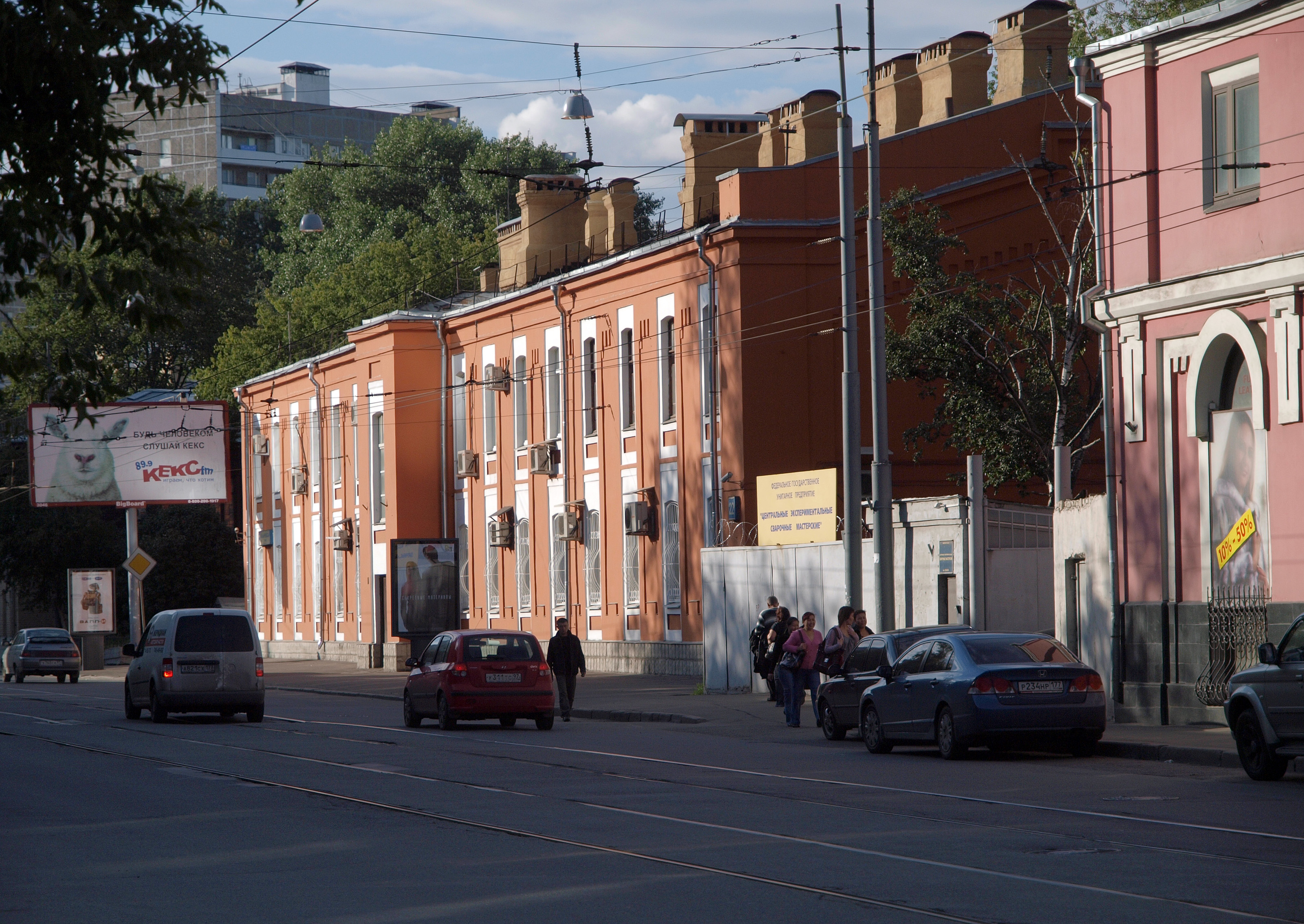
Дом № 22. Желдортрест
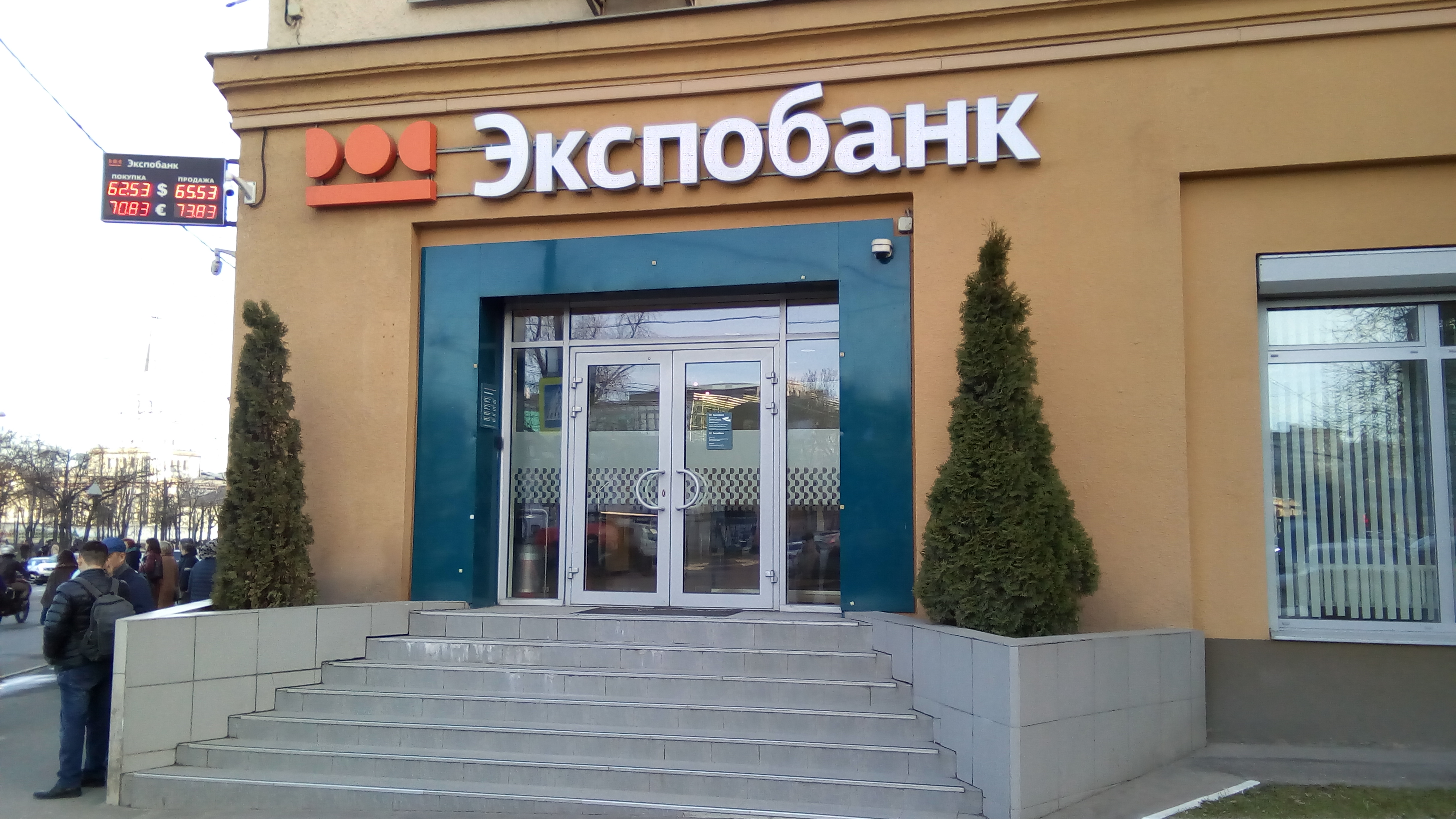
Отделение «Экспобанка»

## Транспорт
- Автобус А;
- Трамваи 7, 50 — от Комсомольской площади до Протопоповского переулка;
- Трамваи 13, 37 — от Комсомольской площади до Большой Спасской улицы;
- Автобус 40 — у гостиницы «Ленинградская»;
- Электробус 604 — от Комсомольской площади до Банного переулка;
- Автобус с633 — у гостиницы «Ленинградская»;
- Автобус Н15 — у гостиницы «Ленинградская»;
- Станция метро «Красные Ворота» Сокольнической линии — начальный участок улицы у Лермонтовской площади.